# Deborah Scanzio
Deborah Scanzio (née le 25 décembre 1986 à Faido, en Suisse) est une skieuse acrobatique italo-suisse.

## Biographie
Deborah Scanzio a gagné la médaille de bronze de l'épreuve des bosses féminines aux Championnats du monde de ski acrobatique 2007 à Madonna di Campiglio.
En 2014, elle fait une demande à la fédération internationale de ski pour courir pour la Suisse. Son changement de nation est officialisé le 20 novembre 2014.

## Palmarès

### Jeux olympiques d'hiver
- Jeux olympiques de 2006 à Turin ( Italie) :
  - 9e de l'épreuve des bosses.
- Jeux olympiques de 2010 à Vancouver ( Canada) :
  - 10e de l'épreuve des bosses.
- Jeux olympiques de 2014 à Sotchi ( Russie) :
  - 11e de l'épreuve des bosses.

### Championnats du monde
- Championnats du monde de 2007 à Madonna di Campiglio ( Italie) :
  -  Médaille de bronze sur l'épreuve des bosses.

### Coupe du monde
- 3 podiums en carrière.